# Freibad (Ötisheim)

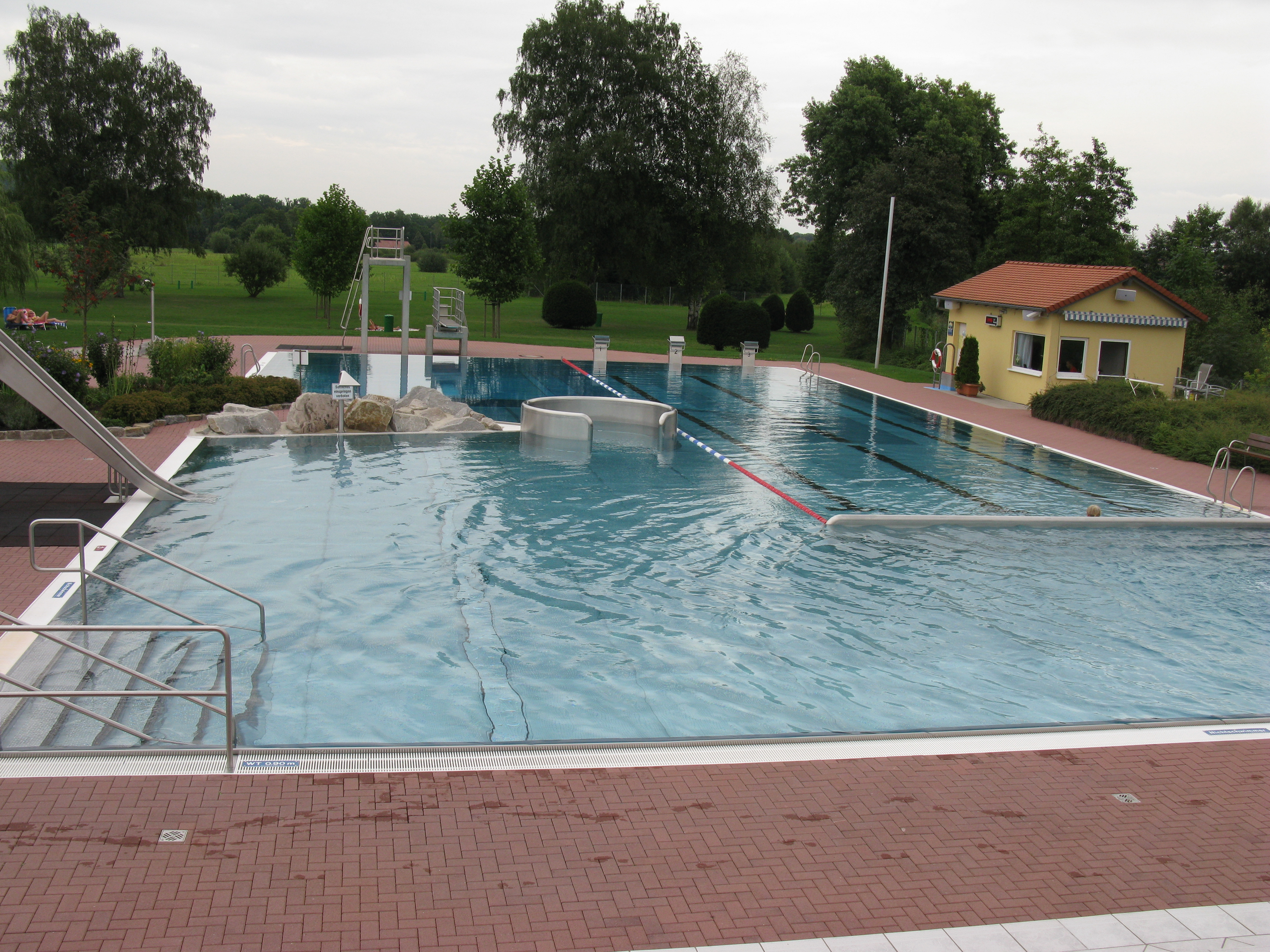
Das Freibad am Erlenbach

Das Freibad der Gemeinde Ötisheim liegt direkt am Erlenbach und ist eines der ersten Freibäder im damaligen Landkreis Vaihingen/Enz gewesen. Es wurde vom Architekten Jacob Buck entworfen und ist eine denkmalgeschützte Anlage.

## Lage
Das Freibad befindet sich nordwestlich liegend, außerhalb der Gemeinde Ötisheim, im Gewann Hardwiesen. Direkt daneben befindet sich der Tennisplatz des Tennis-Club Ötisheim e. V.

## Geschichte
Schon 1932 lagen Pläne für den Bau eines Freibades vor. Die Kosten kalkulierte man auf 3500 Reichsmark, doch aufgrund der Weltwirtschaftskrise konnte die Gemeinde die Summe nicht aufbringen. 1935 rief der damalige Bürgermeister zu einer Eigenleistung auf das Freibad zu bauen. Die örtliche Hitlerjugend und das Deutsche Jungvolk meldeten sich und später auch die Gemeindebediensteten. Auch wurde eine Stau- und Ableitvorrichtung am Erlenbach gebaut, damit man die Becken mit Wasser speisen konnte. Am 12. Juni 1936 ist das Freibad in Betrieb genommen worden und am 25. Juli 1937 gab es eine offizielle Einweihungsfeier. Die Nutzung des Freibades beliefen sich bei Erwachsene auf 20 Pfennig und bei Kindern auf 5 Pfennig. Eine Jahreskarte kostete 1,50 Reichsmark für Erwachsene und die Kinder zahlten 1 Reichsmark. Der erste Bademeister war eine Frau, Luise Görzer. 1952 wurde bei einem Umbau ein Becken vergrößert und im Jahr 2000 wurden die Becken bei einer grundlegenden Sanierung mit einer Edelstahlwanne ausgekleidet.

## Ausstattung
Das Freibad verfügt Liegewiesen, einen Sportbereich mit Beachvolleyballfeld, Fußballfeld, Tischtennisplatten und einem Sandkasten. Ein Kiosk bietet Sitzplätze innerhalb, als auch außerhalb des Freibadbereichs. Weiterhin gibt es drei Becken, davon ist eines für Kleinkinder gedacht. Und es gibt einen Sprungturm, eine Schaukelbucht und einen Unterwassersprudler.